# Авдеевская стоянка
Авдеевская стоянка — стоянка позднего палеолита, расположенная близ деревни Авдеева Октябрьского района Курской области (около 40 км от Курска). Из-за сходства с костёнковскими стоянками в Воронежской области соответствующую археологическую культуру именуют костёнковско-авдеевской.
Памятник был выявлен краеведом В. И. Самсоновым 18 июня 1941 года, за несколько дней до начала Великой Отечественной войны. В тот день были выкопаны в основном кости мамонтов — «лопатки, рёбра, бивни, зубы, а также осколки кремня и даже готовые орудия из него».
Полноценная научная разведка памятника состоялась уже по окончании боевых действий. В 1946—1948 годах Деснинская экспедиция во главе с М. В. Воеводским открыла поселение в форме овала площадью 800 м². На периферии выявлены полуземлянки. Среди обнаруженных артефактов — «палеолитические венеры» с чётко различимыми чертами лица, фигурка мамонта, разнообразный инвентарь из камня, кремня и кости, а также украшения. Возраст находок оценивается в 23—22 тысячи лет.
Кроме стоянки Авдеевская (комплексы 1 и 2), к гмелинскому интерстадиалу (23000—21000 лет назад) в центре Русской равнины относятся стоянки: Зарайская, Карачарово, Пенская, Чулатово 1, Костёнки 11 слой 2, Костёнки 21 слой 3, Костёнки 5 слой 3, Костёнки 4 слои 1 и 2, слой Костёнок 1 комплексы 1-4, Костёнки 13, Костёнки 18, Костёнки слой 1, Елисеевичи 1 и Елисеевичи 2, Октябрьское 2 слой 1, Новгород-Северская, Клюсы, Гагарино.
Стоянки Авдеево, Межиричская, Добраничевская, Тимоновка 1-2, Супонево, Юдиново, Гонцы, Киевокирилловская, Мезин, Радомышль, Пушкари 1, Бердыж и Хотылёво 2 образуют Днепро-Деснинский район охотников на мамонтов.
В июле 2006 года два местных подростка учинили погром на месте раскопок, за что были приговорены к коротким срокам заключения по статье «вандализм».